# Acrocercops walsinghami
Acrocercops walsinghami là một loài bướm đêm thuộc họ Gracillariidae. Loài này có ở Yemen.